# Mavinatop, Hirekerur
Mavinatop là một làng thuộc tehsil Hirekerur, huyện Haveri, bang Karnataka, Ấn Độ.